# Kayama Yūzō no Subete 〜 The Launchers to Tomoni
Albums de Yūzō Kayama
- Koi wa Anai Bara - Kayama Yūzō Album -/Exciting Sounds of Kayama Yūzō and the Launchers
(1966)
Kayama Yūzō no Subete 〜 The Launchers to Tomoni (加山雄三のすべて〜ザ・ランチャーズとともに, Kayama Yūzō no Subete 〜 Za Raunchaazu to Tomoni) est le premier album de Yūzō Kayama, sorti le 5 janvier 1966 sur le label Toshiba Records.

## Réception critique
En août 2010, le magazine Record Collectors' Magazine classe l'album 98e dans son top 100 des meilleurs albums de folk et de rock japonais des années 60-70.

## Liste des pistes
| No  | Titre                        | Durée |
| --- | ---------------------------- | ----- |
| 1.  | Koi wa Akai Bara             |       |
| 2.  | Black Sand Beach             |       |
| 3.  | Kimi ga Suki Dakara          |       |
| 4.  | Umi no Ue no Shōnen          |       |
| 5.  | Los Angeles no Nisei Matsuri |       |
| 6.  | Running Donkey               |       |
| 7.  | Monkey Crazy                 |       |
| 8.  | Kimi to Itsumademo           |       |
| 9.  | Boomerang Baby               |       |
| 10. | Violet Sky                   |       |
| 11. | Yozora no Hoshi              |       |
| 12. | Kimi no Soup o               |       |